# Żółwie bokoszyjne
Żółwie bokoszyjne (Pleurodira) – podrząd gadów z rzędu żółwi, które chowają szyję oraz głowę do pancerza przez zgięcie szyi w bok w płaszczyźnie poziomej.
Głowa zostaje ułożona między pancerzem grzbietowym a brzusznym. Kręgi szyjne mają od przodu poprzeczne wyrostki, których nie mają żółwie skrytoszyjne. Z przodu pancerza brzusznego jest nieparzysty średniej wielkości wyrostek. Wszystkie żyją tylko w wodach słodkich gdzie dobrze pływają i nurkują.
Występują w Ameryce Południowej, Afryce, Australii, na Madagaskarze i na Nowej Gwinei.
- W podrzędzie wyróżnia się 3 rodziny:
  - matamatowate (Chelidae)
  - pelomeduzowate (Pelomedusidae)
  - (Podocnemididae[1])

Żółwie bokoszyjne przez wielu badaczy uważane są za bardziej prymitywne od żółwi skrytoszyjnych, natomiast badania szczątków tych zwierząt dowodzą, iż pojawiły się one znacznie później, niż żółwie skrytoszyjne. Najstarsze znalezione szczątki żółwi bokoszyjnych pochodzą z późnej Jury (Notoemys laticentralis, Platychelys oberndorfi).